# 스타니스와프 라트키에비치

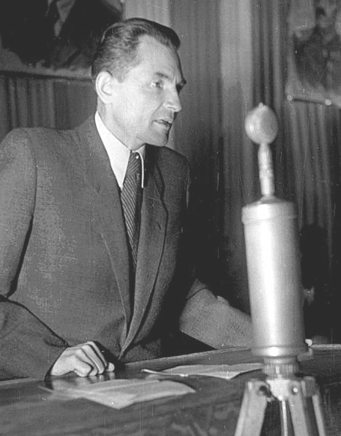
스타니스와프 라트키에비치

스타니스와프 라트키에비치(폴란드어: Stanisław Radkiewicz, 1903년 1월 19일 ~ 1987년 12월 13일)는 폴란드의 정치인이다.
폴란드-소비에트 전쟁 이후에 1922년부터 소련의 벨라루스 공산당 폴란드 지부에서 근무했다. 1925년에는 폴란드에서 금지된 폴란드 공산당의 청년 조직 활동을 벌인 혐의로 모스크바에서 몰래 체포되었고 1928년에는 폴란드의 주권, 독립을 파괴한 혐의로 4년 동안 수감되었다.
1937년에는 폴란드 공산당에서 활동한 혐의로 다시 체포되었다. 1938년에는 이오시프 스탈린의 대숙청으로 인해 폴란드 공산당이 해체되었지만 스탈린의 신뢰를 받았기 때문에 살아남았다. 제2차 세계 대전 기간 동안에는 소련 군대에 자원 입대했다.
폴란드에 공산주의 정권이 수립된 뒤에는 비밀 경찰 활동을 벌이면서 스탈린주의 정치 테러를 자행하는 한편 폴란드 인민당 탄압, 폴란드의 로마 가톨릭교회 탄압을 전개했다. 1956년 포즈난 시위 이후에 전개된 폴란드 연합노동자당의 자기 비판에 회부되면서 공직에서 제외되었다.